# Claudia Trieste
Claudia Trieste (Gioia Tauro, 29 maggio 1979) è un'ex modella e showgirl italiana, eletta Miss Italia nel 1997.

## Biografia
Claudia Trieste trascorre la giovinezza a Nicotera con i nonni paterni e studia danza dai 6 ai 12 anni. In giovane età, il 29 gennaio 1986, è coinvolta in un grave fatto di cronaca in cui muore il padre Salvatore.
Il 3 agosto 1997 vince il titolo di Miss Amarea Calabria e il successivo 6 settembre è eletta Miss Italia con il numero 88. In quell'edizione, come concorrenti, l'attrice Christiane Filangieri e la futura parlamentare e ministro Mara Carfagna, si piazzano rispettivamente al terzo ed al sesto posto, oltre a diverse altre concorrenti che avrebbero acquisito grande notorietà negli anni a venire, come  Elisabetta Gregoraci, Annalisa Minetti, Caterina Murino e Silvia Toffanin.
Tuttavia, Claudia Trieste non fa mistero del suo scarso interesse per il mondo dello spettacolo, proponendosi di proseguire gli studi. Sull'onda del successo, partecipa ad alcune trasmissioni televisive tra le quali Donna sotto le stelle e Miss World 97. Sponsorizzerà i prodotti "Deborah", "Sasch", "Miluna", "Wella", "Cotonella" e il turismo per la Regione Calabria e parteciperà di diritto a Miss Universo 1998 conseguendo da lì a poco la maturità scientifica.
Nel 1998 Luciano Rispoli la vuole come sua assistente nell'edizione 1998-1999 di Tappeto volante, in onda sull'emittente televisiva Telemontecarlo.
Nel 1999 è protagonista nel film Il conte di Melissa di Maurizio Anania, con Massimiliano Virgilii. Nello stesso anno conduce il backstage di Miss Italia. Fino al 2001 partecipa solamente ad alcune telepromozioni e campagne pubblicitarie, dopodiché sceglie di abbandonare lo spettacolo per dedicarsi prevalentemente allo studio (facoltà di psicologia) e per lavorare come segretaria in uno studio legale.
Nel 2006 frequenta un corso di grafica e riscopre l'interesse per lo spettacolo. Partecipa a numerosi lavori videoteatrali, prima come assistente al montaggio e successivamente come responsabile e ideatrice di progetti.

### Vita privata
Il 17 luglio 2010 si sposa a Roma con l'avvocato Vincenzo Giuffrè, figlio dell'attore napoletano Carlo, dal quale ha avuto due figli, Niccolò e Rebecca Maria.